# Наварро, Федерико
Федерико Дарио Наварро (исп. Federico Darío Navarro; родился 9 марта 2000, Кастельянос, Аргентина) — аргентинский футболист, полузащитник клуба «Чикаго Файр».

## Клубная карьера
Наварро — воспитанник клуба «Тальерес». 9 февраля 2018 года в матче против «Атлетико Тукуман» он дебютировал в аргентинской Примере. Летом 2021 года Наварро перешёл в американский «Чикаго Файр», подписав контракт на 4 года с возможностью продления ещё на год. Сумма трансфера составила 5 млн. евро. В матче против «Спортинг Канзас-Сити» он дебютировал в MLS. 30 сентября в поединке против «Нью-Йорк Сити» Федерико забил свой первый гол за «Чикаго Файр». 